# Tomasz Różycki

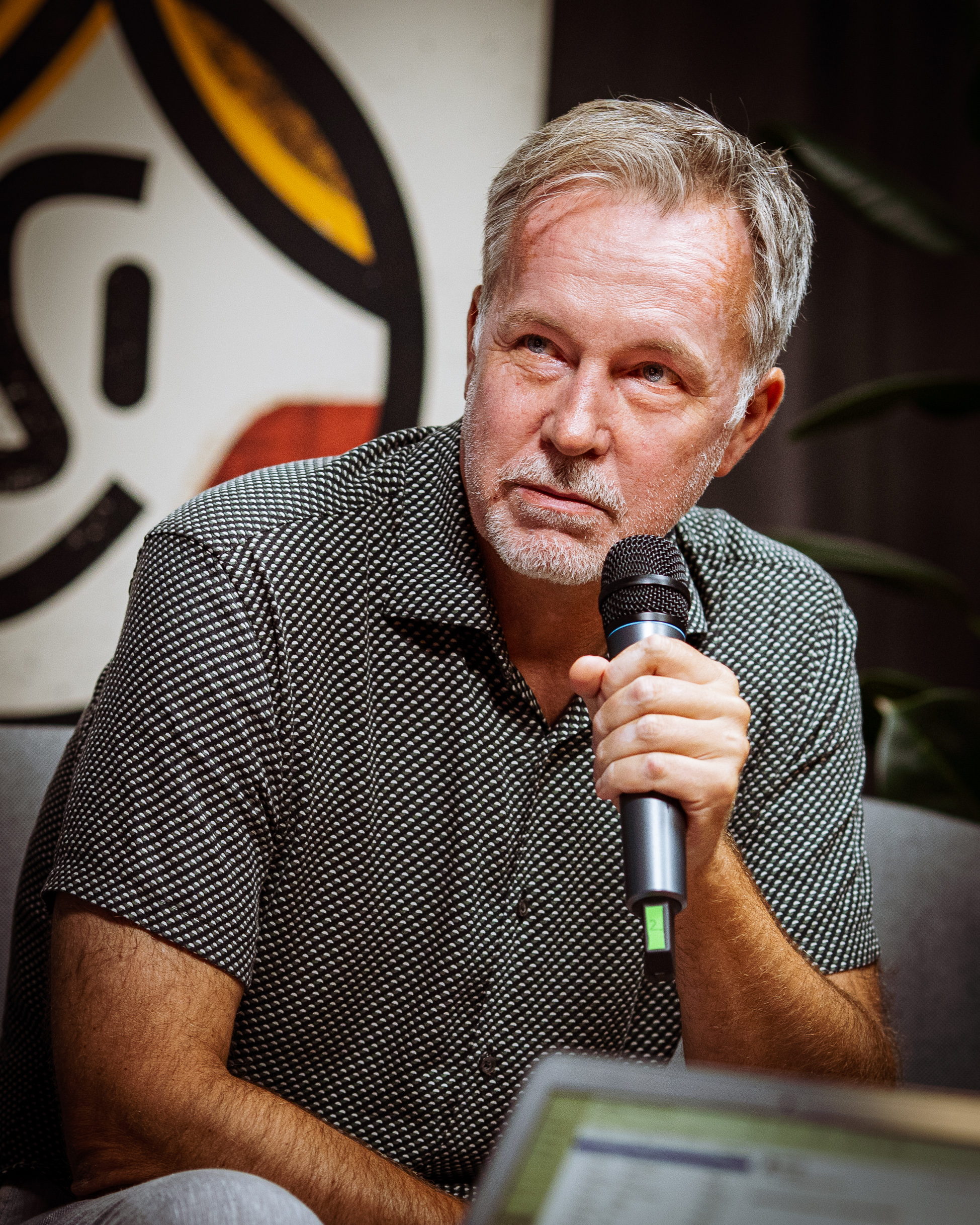
Tomasz Różycki (2023)

Tomasz Różycki (* 29. Mai 1970 in Opole) ist ein polnischer Lyriker und Übersetzer.

## Leben
Różycki besuchte das Gymnasium in Opole. Nach dem Abitur 1989 studierte er Romanistik an der Jagiellonen-Universität in Krakau. Während seines Studiums debütierte er mit dem Gedicht Je vois la suite, już po tamtej stronie…, das in der Zeitschrift Czas Kultury publiziert wurde. Nach dem Studium dozierte er bis 2006 französische Literatur und Sprache im Fremdsprachenlehrer-Kolleg in Opole und dann an der Universität Opole. Daneben begann er 2007 als Feuilletonist für die Zeitschrift Teatr zu arbeiten. 2008 war er Jurymitglied des Kościelski-Preises. 2009 war er Stipendiat des Vermont Studio Center in den USA. 2010 begann er als ein Kommentator der Radiosendung Między słowami im Polskie Radio 2 zu arbeiten. 2011 leitete er einen Workshop für Kreatives Schreiben an der Universität Opole. Seit 2008 erscheinen zahlreiche seiner Texte und Gedichte auf Deutsch in der Literaturzeitschrift Sinn und Form.
Er wohnt in Opole.

## Publikationen
- Vaterland, 1997
- Anima, 1999
- Chata umaita, 2001
- Świat i Antyświat, 2003
- Dwanaście stacji, 2004
  - Zwölf Stationen, übersetzt von Olaf Kühl. München: Luchterhand, 2009
- Wiersze, 2004
- Trois poètes polonais: Maciej Niemiec, Jacek Podsiadło, Tomasz Różycki, 2005
- Kolonie, 2006
  - Kolonien, übersetzt von Bernhard Hartmann, Berlin: edition.fotoTAPETA, 2023
- Antimondo, 2009
- Księga obrotów, 2010
- Black sware. Selected poems, 2011
- Bestiarium (Roman), 2012
  - Bestiarium, übersetzt von Marlena Breuer. Berlin: edition.fotoTAPETA, 2016
- Tomi. Notatki z miejsca postoju (Essays), 2013
- Litery, 2016
- Der Kerl, der sich die Welt gekauft hat. Gedichte, übersetzt von Bernhard Hartmann, Berlin: edition.fotoTAPETA, 2018
- Die Kunst des Überdauerns. Ein Gespräch mit Bernhard Hartmann über Geschichte und Sprache, Sinn und Form 3/2019, S. 335–344
- Über die Farben. Berliner Notizen, übersetzt von Bernhard Hartmann, Berlin: edition.fotoTAPETA, 2020
- Kapitan X, 2020
- Próba ognia. Błędna kartografia Europy (Essays), 2020
- Ijasz, 2021
- Ręka pszczelarza, 2022
- Großmutters Haus. Eine Reise in die Ukraine, übersetzt von Bernhard Hartmann, Sinn und Form 2/2023, S. 188–201
- Złodzieje Żarówek (Roman), 2023
- Hulanki i swawole, 2024
- Die Glühbirnendiebe, übersetzt von Bernhard Hartmann. edition.fotoTAPETA, Berlin 2024, ISBN 978-3-949262-45-6.

## Übersetzungen
- Stéphane Mallarmé: Rzut kośćmi nigdy nie zniesie przypadku, 2005
- Jacques Burko: Wątpewności. Wybór wierszy, 2011

## Nominierungen und Auszeichnungen
- 2004: Kościelski-Preis
- 2007: Finalist des Nike-Literaturpreises mit Kolonie
- 2007: Nominierung für den Literaturpreis Gdynia in der Kategorie Dichtung für Kolonie
- 2011: Nominierung für den Literaturpreis Gdynia in der Kategorie Dichtung für Księga obrotów
- 2017: Nominierung für den Wisława-Szymborska-Preis für Litery
- 2023: Wisława-Szymborska-Preis für Ręka pszczelarza
- 2023: Samuel-Bogumil-Linde-Preis[1] gemeinsam mit Marcel Beyer